# Olympische Sommerspiele 2020/Radsport – Keirin (Männer)
Der Keirin der Männer bei den Olympischen Spielen 2020 in Tokio wurde vom 7. bis 8. August 2021 im Izu Velodrome ausgetragen.

## Ergebnisse

### 1. Runde
Die zwei Bestplatzierten von jedem Lauf qualifizierten sich direkt für das Viertelfinale, die übrigen Fahrer konnten sich über Hoffnungsläufe für die zweite Runde zu qualifizieren.

#### Lauf 1
| Rang | Athlet          | Nation              | Defizit | Anm. |
| ---- | --------------- | ------------------- | ------- | ---- |
| 1    | Rayan Helal     | Frankreich          |         | Q    |
| 2    | Maximilian Levy | Deutschland         | +0,010  | Q    |
| 3    | Kwesi Browne    | Trinidad und Tobago | +0,248  |      |
| 4    | Jason Kenny     | Großbritannien      | +0,462  |      |
| 5    | Sam Webster     | Neuseeland          | +0,546  |      |
| 6    | Iwan Gladyschew | ROC                 | +0,859  |      |

#### Lauf 2
| Rang | Athlet              | Nation         | Defizit | Anm. |
| ---- | ------------------- | -------------- | ------- | ---- |
| 1    | Jack Carlin         | Großbritannien |         | Q    |
| 2    | Matthew Richardson  | Australien     | +0,070  | Q    |
| 3    | Matthijs Büchli     | Niederlande    | REL     |      |
| 4    | Hugo Barrette       | Kanada         | DNF     |      |
| 5    | Sergei Ponomarjow   | Kasachstan     | DNF     |      |
| 6    | Shah Firdaus Sahrom | Malaysia       | DNF     |      |

#### Lauf 3
| Rang | Athlet            | Nation              | Defizit | Anm. |
| ---- | ----------------- | ------------------- | ------- | ---- |
| 1    | Azizulhasni Awang | Malaysia            |         | Q    |
| 2    | Nicholas Paul     | Trinidad und Tobago | +0,075  | Q    |
| 3    | Patryk Rajkowski  | Polen               | +0,104  |      |
| 4    | Stefan Bötticher  | Deutschland         | +0,115  |      |
| 5    | Jean Spies        | Südafrika           | +0,739  |      |
| 6    | Sébastien Vigier  | Frankreich          | +0,884  |      |

#### Lauf 4
| Rang | Athlet           | Nation      | Defizit | Anm. |
| ---- | ---------------- | ----------- | ------- | ---- |
| 1    | Yudai Nitta      | Japan       |         | Q    |
| 2    | Denis Dmitrijew  | ROC         | +0,039  | Q    |
| 3    | Matthew Glaetzer | Australien  | +0,093  |      |
| 4    | Xu Chao          | China       | +0,240  |      |
| 5    | Harrie Lavreysen | Niederlande | +0,256  |      |
| 6    | Mateusz Rudyk    | Polen       | +0,974  |      |

#### Lauf 5
| Rang | Athlet          | Nation     | Defizit | Anm. |
| ---- | --------------- | ---------- | ------- | ---- |
| 1    | Yūta Wakimoto   | Japan      |         | Q    |
| 2    | Callum Saunders | Neuseeland | +0,089  | Q    |
| 3    | Kevin Quintero  | Kolumbien  | +0,096  |      |
| 4    | Tomáš Bábek     | Tschechien | +0,228  |      |
| 5    | Nick Wammes     | Kanada     | +0,292  |      |
| 6    | Jaïr Tjon En Fa | Suriname   | +0,396  |      |

### Hoffnungsläufe 1. Runde
Die beiden Ersten eines jeden Laufs qualifizierten sich für das Viertelfinale.

#### Lauf 1
| Rang | Athlet              | Nation              | Defizit | Anm. |
| ---- | ------------------- | ------------------- | ------- | ---- |
| 1    | Kwesi Browne        | Trinidad und Tobago |         | Q    |
| 2    | Shah Firdaus Sahrom | Malaysia            | +0,010  | Q    |
| 3    | Sébastien Vigier    | Frankreich          | +0,037  |      |
| 4    | Tomáš Bábek         | Tschechien          | +0,638  |      |
| 5    | Xu Chao             | China               | +0,979  |      |

#### Lauf 2
| Rang | Athlet           | Nation         | Defizit | Anm. |
| ---- | ---------------- | -------------- | ------- | ---- |
| 1    | Jason Kenny      | Großbritannien |         | Q    |
| 2    | Stefan Bötticher | Deutschland    | +0,363  | Q    |
| 3    | Matthijs Büchli  | Niederlande    | +0,441  |      |
| 4    | Mateusz Rudyk    | Polen          | +0,480  |      |
| 5    | Nick Wammes      | Kanada         | +0,564  |      |

#### Lauf 3
| Rang | Athlet           | Nation      | Defizit | Anm. |
| ---- | ---------------- | ----------- | ------- | ---- |
| 1    | Harrie Lavreysen | Niederlande |         | Q    |
| 2    | Jaïr Tjon En Fa  | Suriname    | +0,577  | Q    |
| 3    | Sam Webster      | Neuseeland  | +0,580  |      |
| 4    | Hugo Barrette    | Kanada      | +0,738  |      |
| 5    | Patryk Rajkowski | Polen       | +1,616  |      |

#### Lauf 4
| Rang | Athlet            | Nation     | Defizit | Anm. |
| ---- | ----------------- | ---------- | ------- | ---- |
| 1    | Matthew Glaetzer  | Australien |         | Q    |
| 2    | Kevin Quintero    | Kolumbien  | +0,069  | Q    |
| 3    | Sergei Ponomarjow | Kasachstan | +0,124  |      |
| 4    | Iwan Gladyschew   | ROC        | +0,675  |      |
| 5    | Jean Spies        | Südafrika  | +0,760  |      |

### Viertelfinale
Die besten vier Athleten eines jeden Viertelfinallaufs qualifizierten sich für das Halbfinale.

#### Lauf 1
| Rang | Athlet             | Nation         | Defizit | Anm. |
| ---- | ------------------ | -------------- | ------- | ---- |
| 1    | Kevin Quintero     | Kolumbien      |         | Q    |
| 2    | Jason Kenny        | Großbritannien | +0,045  | Q    |
| 3    | Rayan Helal        | Frankreich     | +0,105  | Q    |
| 4    | Harrie Lavreysen   | Niederlande    | +0,122  | Q    |
| 5    | Matthew Richardson | Australien     | +0,212  |      |
| 6    | Yudai Nitta        | Japan          | +0,331  |      |

#### Lauf 2
| Rang | Athlet              | Nation              | Defizit | Anm. |
| ---- | ------------------- | ------------------- | ------- | ---- |
| 1    | Nicholas Paul       | Trinidad und Tobago |         | Q    |
| 2    | Jack Carlin         | Großbritannien      | +0,305  | Q    |
| 3    | Jaïr Tjon En Fa     | Suriname            | +0,602  | Q    |
| 4    | Maximilian Levy     | Deutschland         | +0,667  | Q    |
| 5    | Callum Saunders     | Neuseeland          | +0,723  |      |
| 6    | Shah Firdaus Sahrom | Malaysia            | +1,2014 |      |

#### Lauf 3
| Rang | Athlet            | Nation              | Defizit | Anm. |
| ---- | ----------------- | ------------------- | ------- | ---- |
| 1    | Yudai Nitta       | Japan               |         | Q    |
| 2    | Azizulhasni Awang | Malaysia            | +0,039  | Q    |
| 3    | Kwesi Browne      | Trinidad und Tobago | +0,098  | Q    |
| 4    | Matthew Glaetzer  | Australien          | +0,104  | Q    |
| 5    | Stefan Bötticher  | Deutschland         | +0,192  |      |
| 6    | Denis Dmitrijew   | ROC                 | +0,236  |      |

### Halbfinale
Die besten drei Athleten eines jeden Halbfinallaufs qualifizierten sich für das Finale. Die übrigen Athleten fuhren um die Plätze sieben bis zwölf.

#### Lauf 1
| Rang | Athlet           | Nation              | Defizit | Anm. |
| ---- | ---------------- | ------------------- | ------- | ---- |
| 1    | Jason Kenny      | Großbritannien      |         | Q    |
| 2    | Matthew Glaetzer | Australien          | +0,003  | Q    |
| 3    | Jaïr Tjon En Fa  | Suriname            | +0,089  | Q    |
| 4    | Jack Carlin      | Großbritannien      | +0,240  |      |
| 5    | Kwesi Browne     | Trinidad und Tobago | +0,357  |      |
| 6    | Kevin Quintero   | Kolumbien           | +0,397  |      |

#### Lauf 2
| Rang | Athlet            | Nation              | Defizit | Anm. |
| ---- | ----------------- | ------------------- | ------- | ---- |
| 1    | Azizulhasni Awang | Malaysia            |         | Q    |
| 2    | Maximilian Levy   | Deutschland         | +0,035  | Q    |
| 3    | Harrie Lavreysen  | Niederlande         | +0,073  | Q    |
| 4    | Rayan Helal       | Frankreich          | +0,497  |      |
| 5    | Yūta Wakimoto     | Japan               | +0,775  |      |
| 6    | Nicholas Paul     | Trinidad und Tobago | DSQ     |      |

### Finale

#### B-Finale
| Rang | Athlet         | Nation              | Defizit            |
| ---- | -------------- | ------------------- | ------------------ |
| 7    | Yūta Wakimoto  | Japan               |                    |
| 8    | Jack Carlin    | Großbritannien      | +0,097             |
| 9    | Kwesi Browne   | Trinidad und Tobago | +0,203             |
| 10   | Rayan Helal    | Frankreich          | +0,251             |
| 11   | Kevin Quintero | Kolumbien           | +0,314             |
|      | Nicholas Paul  | Trinidad und Tobago | nicht qualifiziert |

#### A-Finale
| Rang           | Athlet            | Nation         | Zeit (min) |
| -------------- | ----------------- | -------------- | ---------- |
| Goldmedaille   | Jason Kenny       | Großbritannien |            |
| Silbermedaille | Azizulhasni Awang | Malaysia       | +0,763     |
| Bronzemedaille | Harrie Lavreysen  | Niederlande    | +0,773     |
| 4              | Jaïr Tjon En Fa   | Suriname       | +1,264     |
| 5              | Matthew Glaetzer  | Australien     | +1,344     |
| 6              | Maximilian Levy   | Deutschland    | +2,344     |

### Gesamtergebnis
| Rang           | Athlet              | Nation              |
| -------------- | ------------------- | ------------------- |
| Goldmedaille   | Jason Kenny         | Großbritannien      |
| Silbermedaille | Azizulhasni Awang   | Malaysia            |
| Bronzemedaille | Harrie Lavreysen    | Niederlande         |
| 4              | Jaïr Tjon En Fa     | Suriname            |
| 5              | Matthew Glaetzer    | Australien          |
| 6              | Maximilian Levy     | Deutschland         |
| 7              | Yūta Wakimoto       | Japan               |
| 8              | Jack Carlin         | Großbritannien      |
| 9              | Kwesi Browne        | Trinidad und Tobago |
| 10             | Rayan Helal         | Frankreich          |
| 11             | Kevin Quintero      | Kolumbien           |
| 12             | Nicholas Paul       | Trinidad und Tobago |
| 13             | Matthew Richardson  | Australien          |
| 13             | Stefan Bötticher    | Deutschland         |
| 13             | Callum Saunders     | Neuseeland          |
| 16             | Yudai Nitta         | Japan               |
| 16             | Shah Firdaus Sahrom | Malaysia            |
| 16             | Denis Dmitrijew     | ROC                 |
| 19             | Sébastien Vigier    | Frankreich          |
| 19             | Sergei Ponomarjow   | Kasachstan          |
| 19             | Matthijs Büchli     | Niederlande         |
| 19             | Sam Webster         | Neuseeland          |
| 23             | Hugo Barrette       | Kanada              |
| 23             | Tomáš Bábek         | Tschechien          |
| 23             | Mateusz Rudyk       | Polen               |
| 23             | Iwan Gladyschew     | ROC                 |
| 27             | Nick Wammes         | Kanada              |
| 27             | Xu Chao             | China               |
| 27             | Patryk Rajkowski    | Polen               |
| 27             | Jean Spies          | Südafrika           |